# Dan Vapid
Daniel Schafer (nascido em 18 de janeiro de 1970), mais conhecido pelo seu nome de palco Dan Vapid, é um cantor, guitarrista, baixista, compositor e produtor americano de punk rock de Chicago, Illinois. É conhecido por seus trabalhos nas bandas Screeching Weasel, Riverdales, The Methadones, e outras inúmeras bandas de punk rock/pop punk. Sua banda atual é a Dan Vapid and the Cheats.

## Discografia parcial
Screeching Weasel
- Punkhouse (1989)
- My Brain Hurts (1991)
- Ramones (1992)
- Wiggle (1993)
- Anthem for a New Tomorrow (1993)
- Bark Like a Dog (1996)
- First World Manifesto (2011)

Sludgeworth
- What's This? (1991)
- Losers of the Year (1995)

The Queers
- Beat Off (1994)
- Surf Goddess (1995)
- Suck This (1995)

Riverdales
- Riverdales (1995)
- Storm the Streets (1997)
- Phase 3 (2003)
- Invasion U.S.A. (2009)
- Tarantula (2010)

The Mopes
- Low Down, Two-Bit, Sidewinder! (1996)
- Accident Waiting to Happen  (1998)

The Methadones
- Ill at Ease (2001)
- Career Objective (2003)
- Not Economically Viable (2004)
- 21st Century Power Pop Riot (2006)
- This Won't Hurt... (2007)
- The Methadones/The Copyrights Split (2008)
- The Methadones (2010)

Ben Weasel
- Fidatevi (2002)
- The Brain That Wouldn't Die (2009)

Noise by Numbers
- Yeah, Whatever... (2009)
- Over Leavitt (2011)

Dan Vapid and the Cheats
- Dan Vapid and the Cheats (2012)
- Two (2013)